# Como (famiglia)
La Casata dei Como è una storica famiglia nobile italiana di origine lombarda, attestata nel Regno di Napoli dal XIII secolo. Nel corso della sua storia ottenne numerosi titoli nobiliari, tra cui Duca di Casalnuovo, Marchese di Monticelli, e Conte di Rignano.

## Storia

### Origini
Il capostipite documentato è Riccano, cavaliere e «huomo nobile», citato tra il 1292 e il 1293 nei registri angioini; fu incaricato di missioni per Carlo II d'Angiò. Il suo insediamento nel Mezzogiorno avviò il radicamento del casato nelle strutture nobiliari del Regno.

### XV e XVI secolo
Un noto esponente fu Angelo Como, promotore del Palazzo Como a Napoli (1464–1490), oggi sede del Museo civico Gaetano Filangieri. L'opera segnò l’ascesa della famiglia nell’élite urbana aragonese.

### XVII e XVIII secolo
Nel XVIII secolo la famiglia si divise: il ramo primogenito mantenne il feudo di Casalnuovo, ottenendo il titolo ducale nel 1710, mentre un ramo cadetto si stabilì a Trani e ottenne nel 1782 l’aggregazione al patriziato cittadino e l’iscrizione nel Registro delle piazze dichiarate chiuse.

### XIX secolo–XX secolo
Il titolo ducale rimase alla linea primogenita fino all’estinzione con la duchessa Laura Como (†1875), figlia del duca Vincenzo Como; il titolo passò per successione al figlio Federico Berlingieri, confermato dalla Commissione Araldica Napoletana nel 1959.
I titoli di Marchese di Monticelli e Conte di Rignano furono detenuti da rami collaterali, come documentano atti della Regia Camera della Sommaria e conferme della Consulta araldica in età postunitaria.

### Epoca recente
Nel XX secolo e XXI secolo la famiglia è ricordata soprattutto per il proprio patrimonio storico e architettonico, in particolare il Palazzo Como, e per la prosecuzione di parte delle titolarità nella discendenza Berlingieri.

## Duchi di Casalnuovo (1710-1875)
Il titolo di Duca di Casalnuovo, connesso all’antico feudo presso Napoli, fu concesso nel 1710 al ramo primogenito della famiglia Como e confermato dalla Regia Camera della Sommaria. La linea Como si estinse nel 1875 con la duchessa Laura Como; il titolo passò quindi, per successione, al figlio Berlingieri.
- Francesco Como (†1723), I duca di Casalnuovo (investitura 1710)
- Giuseppe Como (1698–1754), II duca (conferma 1732)
- Francesco Como (1726–1790), III duca (investitura 1755)
- Vincenzo Como (1768–1844), IV duca (conferme 1792, 1816)
- Francesco Como (1802–1849), V duca
- Vincenzo Como (1828–1873), VI duca
- Laura Como (1840–1875), VII duchessa, alla cui morte il titolo passò al figlio Berlingieri[5].

## Marchesi di Monticelli
Il titolo di Marchese di Monticelli, legato a un feudo nei pressi di Napoli, è attestato per rami collaterali in età borbonica e postunitaria.
- Carlo Como (†1794), I marchese di Monticelli, investito nel 1775
- Ferdinando Como (1772–1838), II marchese, confermato nel 1801
- Giuseppe Como (1804–1869), III marchese, riconosciuto nel 1839
- Vincenzo Como (1835–1911), IV marchese, confermato dalla Consulta araldica nel 1888

## Conti di Rignano
Il titolo di Conte di Rignano, riferito a possedimenti in Capitanata, è documentato per un ramo collaterale della famiglia nel XVIII secolo e nel XIX secolo.
- Domenico Como (†1786), I conte di Rignano, investito nel 1769
- Antonio Como (1745–1815), II conte, confermato nel 1790
- Luigi Como (1778–1856), III conte, riconosciuto nel 1821
- Francesco Como (1810–1892), IV conte, confermato dalla Consulta araldica nel 1874